# Rundfunkjahr 1973
Liste der Rundfunkjahre

◄◄ | ◄ | 1969 | 1970 | 1971 | 1972 | Rundfunkjahr 1973 | 1974 | 1975 | 1976 | 1977 | ► | ►►

Weitere Ereignisse

## Allgemein
- Motorola stellt den ersten Prototyp eines Mobiltelefons her.
- 4. April – Nach rund siebenjähriger Bauzeit wird in New York City das World Trade Center seiner Bestimmung übergeben. Die beiden 415 bzw. 417 Meter hohen Türme des Gebäudekomplexes an der Südspitze Manhattans werden schnell zu Ikonen der New Yorker Skyline.
- 11. September – In Chile putscht Augusto Pinochet blutig gegen den demokratisch gewählten Salvador Allende.

## Hörfunk
- Der SFB strahlt das von Peter Leonhard Braun gestaltete Feature Glocken in Europa zum ersten Mal aus. Es zählt zu den wichtigsten und einflussreichsten Einzelproduktionen der Hörfunkgeschichte.
- 2. Februar – Auf Ö1 ist das von Richard Goll und Alfred Treiber gestaltete Originalton-Feature Prater. Soziologie eines Vergnügens erstmals zu hören. Die Sendung gilt als erste „offizielle“ österreichische Featureproduktion.[1]
- 1. Juni – Der SFB reformiert seine beiden Hörfunkprogramme. Die „anspruchsvolleren“ Sendungen übernimmt fortan SFB 1, während SFB 2 auf leichtere Unterhaltung spezialisiert wird.
- Juli – Die Ö3-Sendung Musicbox beginnt mit einer umfangreichen, von Wolfgang Kos gestalteten und präsentierten Sommerserie über Leben und Werk von Bob Dylan.
- 8. Oktober – Die London Broadcasting Company (LBC) nimmt den Sendebetrieb auf. Damit hat die BBC auch das Radiomonopol verloren.
- 15. Oktober – Der niederländische öffentlich-rechtliche Sender Hilversum 3 startet seinen 24-Stunden-Sendebetrieb.
- 11. November – In Bhutan startet erstmals ein regelmäßiger Rundfunkbetrieb.
- 31. Dezember – NDR und WDR führen eine Programmreform durch. Die sechs betroffenen Hörfunksender werden nach Kriterien wie „aktuelle Information“, „Unterhaltung“ und Musikstil eingeteilt.

## Fernsehen
- 8. Januar – In Deutschland wird die erste von WDR, NDR und HR produzierte deutschsprachige Folge der Vorschulreihe Sesamstraße ausgestrahlt. Als einzige ARD-Anstalt lehnt der BR es ab, die Sendung ins Programm zu nehmen.
- 14. Januar – Das Elvis-Presley-Konzert Aloha from Hawaii gilt als die bis dahin teuerste TV-Produktion der Geschichte und wird per Satellit weltweit übertragen.
- 15. Januar – Mit der Folge Das Hähnchen startet die Fernsehserie Ein Herz und eine Seele um die Familie Tetzlaff im Dritten Programm des Westdeutschen Rundfunk.
- 16. Januar – Auf NBC ist die 430. und letzte Folge der Reihe Bonanza zu sehen.
- 4. Februar – Der zweite Fernsehkanal des ORF zeigt unter dem Titel Ein Abend beim DDR-Fernsehen drei DFF-Produktionen. Aufregung gibt es im Vorfeld um eine mögliche Ausstrahlung der politischen Sendungen Aktuelle Kamera und Der schwarze Kanal.[2]
- 18. März: In Deutschland wird im Westdeutschen Fernsehen mit Je später der Abend die erste Talk-Show ausgestrahlt. Gastgeber ist Dietmar Schönherr.
- 21. März – In Großbritannien ist die Sitcom Are you being served zum ersten Mal zu sehen.
- 26. März – Auf CBS hat die Seifenoper Schatten der Leidenschaft Premiere.
- 8. April – Das Deutsche Fernsehen zeigt erstmals Lemmi und die Schmöker
- 15. April – Die Ausstrahlung des vom WDR produzierten Fernsehfilms Smog im Deutschen Fernsehen sorgt für zahlreiche besorgte Anrufe von Zuschauern, die das im Film behandelte Smog-Szenario für real gehalten hatten.
- 30. September – Das ZDF strahlt für Kinder Rappelkiste aus.
- 1. Oktober – Der rosarote Panther hat Premiere im ZDF.
- 6. Dezember – In der ZDF-Sendung Drei mal Neun tritt Bundesaußenminister Walter Scheel auf und singt gemeinsam mit dem Männergesangsverein Düsseldorf das Volkslied Hoch auf dem gelben Wagen. Die Aufnahme wird anschließend zum Single-Verkaufserfolg in Deutschland und trägt zur außerordentlichen Beliebtheit Scheels in der Öffentlichkeit bei.
- 31. Dezember – Das Deutsche Fernsehen strahlt zum ersten Mal die vom WDR produzierte Talkshowreihe Je später der Abend im ersten Programm aus.
- 31. Dezember – Die Folge Sylvesterpunsch der deutschen Sitcom Ein Herz und eine Seele wird erstmals ausgestrahlt.

## Geboren
- 2. Januar – Lucy Davis, britische Schauspielerin, wird in Solihull geboren.
- 17. Jänner – David Schalko, österreichischer Regisseur und Autor (Sendung ohne Namen, ab 2002), wird in Waidhofen an der Thaya (Niederösterreich) geboren.
- 16. Februar – Stephanie Haiber, deutsche Fernsehmoderatorin, wird in Heilbronn geboren.
- 23. Februar – Linda Ulvaeus, schwedische Schauspielerin, wird in Vallentuna geboren.
- 1. März – Jack Davenport, britischer Schauspieler, wird in Suffolk geboren.
- 23. März – Philipp von Schulthess, schweizerischer Schauspieler, wird in Zürich geboren.
- 28. April – Jorge Garcia, US-amerikanischer Schauspieler (Lost), wird in Omaha, Nebraska geboren.
- 16. Mai – Robert Kratky, österreichischer Hörfunkmoderator, wird in Salzburg geboren.
- 21. Mai – Niels Ruf, deutscher Fernsehmoderator, wird in Worms geboren.
- 27. Mai – Jack McBrayer, US-amerikanischer Schauspieler (bekannt als ‚Kenneth Parcel‘ in 30 Rock, 2006–13), wird in Macon, Georgia geboren.
- 1. Juni – Anna Thalbach, deutsche Schauspielerin, wird im damaligen Ost-Berlin geboren.
- 22. Juni – Sonya Kraus, deutsche Fernsehmoderatorin, wird in Frankfurt am Main geboren.
- 26. Oktober – Seth MacFarlane, US-amerikanischer Trickfilmer (Family Guy, American Dad), wird in Kent, Connecticut geboren.

## Gestorben
- 24. Januar – J. Carrol Naish, US-amerikanischer Schauspieler stirbt 77-jährig in La Jolla, Kalifornien.
- 18. Juli – Jack Hawkins, britischer Schauspieler stirbt 62-jährig in London.
- 1. November – James Abbe, US-amerikanischer Journalist und Hörfunkmoderator stirbt 90-jährig in San Francisco.
- 20. November – Allan Sherman, US-amerikanischer Fernsehproduzent, Schauspieler und Parodist stirbt 48-jährig in Los Angeles.